# René Rebolledo
René Osvaldo Rebolledo Salinas (Cunco, 22 de septiembre de 1958) es el actual arzobispo de La Serena. Presidente de la Conferencia Episcopal de Chile. Hijo de Bernardo Rebolledo y Berta Salinas.

## Biografía
En marzo de 1978 ingresó al Seminario Mayor San Fidel en San José de la Mariquina, donde cursó los estudios de Filosofía y Teología.
Fue ordenado sacerdote el 25 de agosto de 1984 por el obispo vicario apostólico de la Araucanía, Mons. Sixto Parzinger Foidl, O.F.M.Cap.
Después de un servicio pastoral en la parroquia Inmaculada Concepción de Loncoche, prosiguió estudios de especialización en Italia, donde obtuvo el doctorado en Teología.
Desde 1990 hasta 2002 fue educador y formador, y desde 1993 Rector del Seminario Mayor San Fidel.
Desde 1994 hasta el año 2000 fue por dos períodos presidente de la Organización de Seminarios Chilenos (OSCHI) y también miembro de la directiva de la Organización Latinoamericana de Seminarios (OSLAM).
En diciembre de 2002 fue nombrado vicario general de la recién creada Diócesis de Villarrica y en enero de 2004 rector de la Catedral.

## Episcopado
El papa Juan Pablo II lo nombró Obispo de Osorno el 8 de mayo de 2004. Recibió la ordenación episcopal por manos del cardenal Francisco Javier Errázuriz Ossa, arzobispo de Santiago, el 19 de junio de 2004.
En la Conferencia Episcopal de Chile es presidente del Área Eclesial, de la Comisión Episcopal de Seminarios y de la Comisión Nacional de Liturgia.
El 14 de diciembre de 2013 el Santo Padre Francisco le ha nombrado Arzobispo de La Serena. Asumiendo dicha Arquidiócesis el 8 de marzo de 2014 hasta la fecha siendo cabeza de esa Arquidiócesis. 
| Predecesor: Mons. Alejandro Goic Karmelic      | Obispo de Osorno 2004-2014           | Sucesor: Mons. Fernando Chomalí (Como Administrador Apostólico "sede vacante") |
| Predecesor: Mons. Manuel Donoso Donoso, SS.CC. | Arzobispo de La Serena 2014-presente | Sucesor: En el cargo                                                           |